# Хансен, Киан
Киан Хансен (дат. Kian H. Hansen; род. 3 марта 1989[…], Гриннстед, Рибе) — датский футболист, защитник клуба «Норшелланн» и сборной Дании.

## Клубная карьера
Хансен — воспитанник клубов «Гриндстед» и «Эсбьерг». 7 декабря 2008 года в матче против «Вейле» он дебютировал в датской Суперлиги в составе последних. В 2011 году клуб вылетел из элиты, но игрок остался в команде и спустя год помог ей вернуться в элиту. В 2014 году Хансен перешёл во французский «Нант», но на полгода ещё выступал на правах аренды за «Эсбьерг». 9 августа в матче против «Ланса» он дебютировал в Лиге 1. Летом 2015 года Хансе вернулся в Данию, подписав контракт с клубом «Мидтьюлланн». 18 июля в матче против «Виборга» он дебютировал за новую команду. 16 апреля 2017 года в поединке против «Люнгбю» Киан забил свой первый гол за «Мидтьюлланн», примечательно, что в начале он забил гол в свои ворота. По итогам сезона игрок помог команде выиграть чемпионат. В 2018 году Киан помог клубу завоевать Кубок Дании. 
Летом 2019 года Хансен перешёл в «Норшелланн». 28 июля в матче против своего бывшего клуба «Эсбьерг» он дебютировал за новую команду. 29 сентября в поединке против «Орхуса» Киан забил свой первый гол за «Норшелланн».  

## Международная карьера
18 ноября 2014 года в товарищеском матче против сборной Румынии Хансен дебютировал за сборную Дании. 

## Статистика

### Матчи Хансена за сборную Дании
| Матчи Хансена за сборную Дании | Матчи Хансена за сборную Дании | Матчи Хансена за сборную Дании | Матчи Хансена за сборную Дании | Матчи Хансена за сборную Дании | Матчи Хансена за сборную Дании |
| ------------------------------ | ------------------------------ | ------------------------------ | ------------------------------ | ------------------------------ | ------------------------------ |
| №                              | Дата                           | Соперник                       | Счёт                           | Голы Хансена                   | Соревнование                   |
| 1                              | 18 ноября 2014                 | Румыния                        | 0:2                            | —                              | Товарищеский матч              |
| 2                              | 29 марта 2015                  | Франция                        | 0:2                            | —                              | Товарищеский матч              |

Итого: 2 матча / 0 голов; 0 побед, 0 ничьих, 2 поражения.

## Достижения
«Мидтьюлланн»
- Победитель датской Суперлиги — 2017/18
- Обладатель Кубка Дании — 2018/19